# Mago Ike
Mago Ike (von japanisch 孫池 ‚Enkelsee‘) ist ein kleiner und flacher Salzwassersee an der Prinz-Harald-Küste des ostantarktischen Königin-Maud-Lands. Er liegt nordöstlich der beiden Oyako Ike auf der Halbinsel Skarvsnes am Ostufer der Lützow-Holm-Bucht. 
Japanische Wissenschaftler benannten ihn 2012 deskriptiv in Anlehnung an die Benennung der benachbarten Oyako Ike (japanisch 親子池 ‚Eltern-und-Kindseen‘).